# Алан (коммуна)
Ала́н (фр. и окс. Alan) — коммуна во Франции, находится в регионе Юг — Пиренеи. Департамент — Верхняя Гаронна. Входит в состав кантона Ориньяк. Округ коммуны — Сен-Годенс.
Код INSEE коммуны — 31005.

## География
Коммуна расположена приблизительно в 640 км к югу от Парижа, в 60 км к юго-западу от Тулузы.
На севере коммуны протекает река Луж.

## Климат
Климат умеренно-океанический. Зима мягкая и снежная, весна характеризуется сильными дождями и грозами, лето сухое и жаркое, осень солнечная. Преобладают сильные юго-восточные и северо-западные ветры.

## Население
Население коммуны на 2010 год составляло 306 человек.
| Год  | Численность | Численность |
| ---- | ----------- | ----------- |
| 1962 | 306         |             |
| 1968 | 267         |             |
| 1975 | 228         |             |
| 1982 | 259         |             |
| 1990 | 276         |             |
| 1999 | 301         |             |
| 2006 | 304         | [ 3 ]       |
| 2010 | 306         |             |
| 2011 | 311         | [ 3 ]       |
| 2013 | 321         |             |
| 2015 | 324         | [ 4 ] [ 5 ] |
| 2016 | 315         | [ 3 ]       |
| 2017 | 305         | [ 6 ]       |
| 2018 | 296         | [ 7 ]       |
| 2019 | 293         | [ 8 ]       |
| 2020 | 291         | [ 9 ]       |
| 2021 | 287         | [ 10 ]      |
| 2022 | 289         | [ 11 ]      |

## Экономика
В 2010 году среди 191 человека трудоспособного возраста (15—64 лет) 130 были экономически активными, 61 — неактивными (показатель активности — 68,1 %, в 1999 году было 61,5 %). Из 130 активных жителей работали 123 человека (62 мужчины и 61 женщина), безработных было 7 (1 мужчина и 6 женщин). Среди 61 неактивных 15 человек были учениками или студентами, 32 — пенсионерами, 14 были неактивными по другим причинам.

## Достопримечательности
- Церковь Рождества Богоматери (XIII век). Исторический памятник с 1926 года.[13]
- Бывшая больница Нотр-Дам (XVII век). Исторический памятник с 1987 года.[14]
- Бывшая резиденция епископа (1521 год). Исторический памятник с 1912 года.[15]

## Фотогалерея

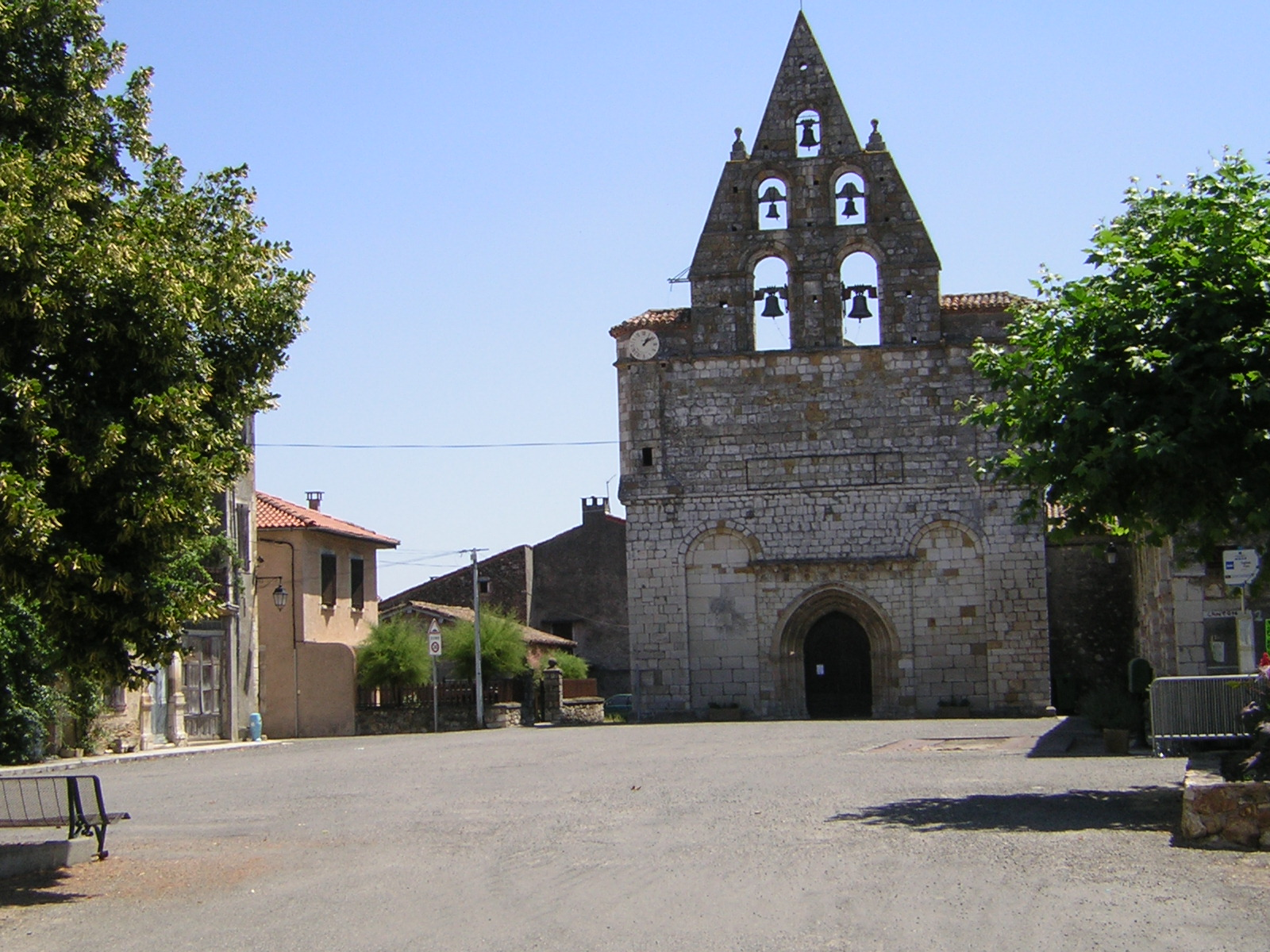
Церковь Рождества Богоматери
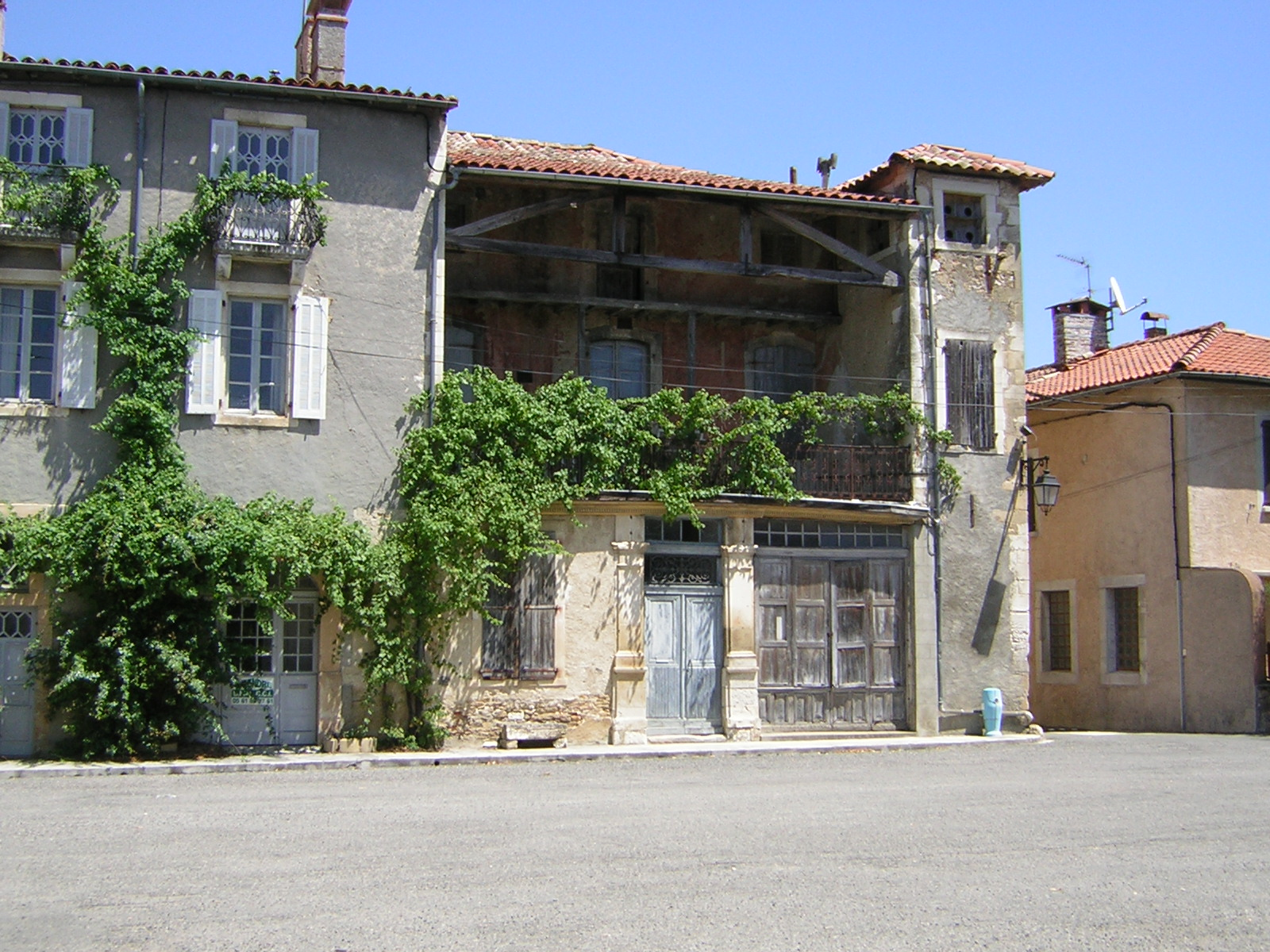
Алан
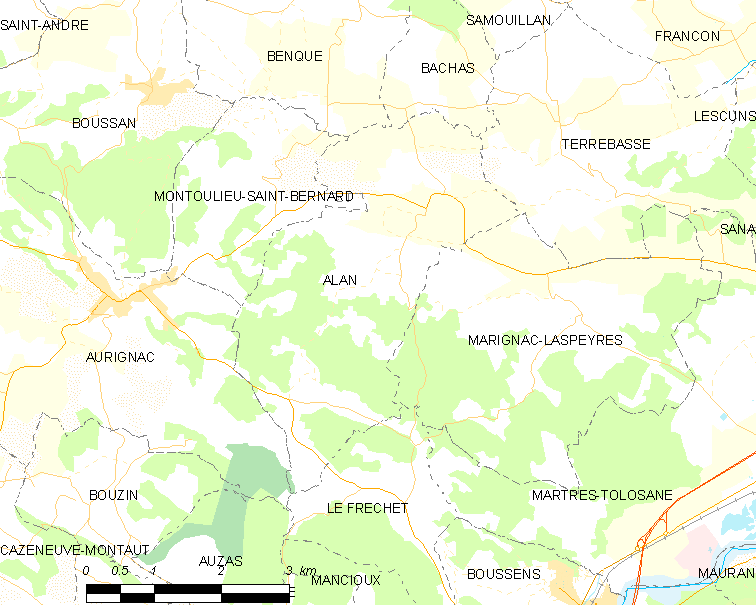
Карта коммуны